# Santibáñez de Tera (kommun)
Santibáñez de Tera är en kommun i Spanien.   Den ligger i provinsen Provincia de Zamora och regionen Kastilien och Leon, i den nordvästra delen av landet, 250 km nordväst om huvudstaden Madrid. Antalet invånare är 450.